# Les Fleurs de la petite Ida
Les Fleurs de la petite Ida (en danois : Den lille Idas Blomster) est un conte de Hans Christian Andersen, écrit en 1835.

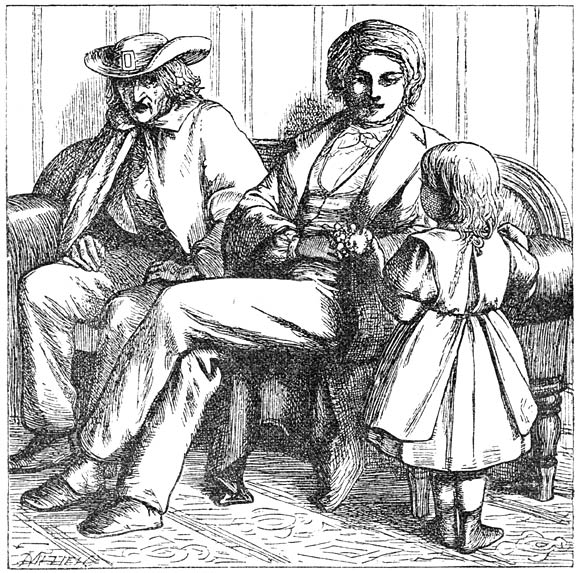
Les Fleurs de la petite Ida, illustration d'Alfred Walter Bayes (1832-1909)

Il raconte l'histoire d'une petite fille à qui son précepteur, un jeune étudiant, explique que la nuit les fleurs quittent leurs vases ou leurs jardins pour aller danser. La nuit venue, la petite Ida voit des fleurs danser dans le salon.